# Pterostylis bryophila
Pterostylis bryophila är en orkidéart som beskrevs av David Lloyd Jones. Pterostylis bryophila ingår i släktet Pterostylis och familjen orkidéer.
Artens utbredningsområde är Sydaustralien. Inga underarter finns listade i Catalogue of Life.